# Kanton Chalabre
Kanton Chalabre (fr. Canton de Chalabre) je francouzský kanton v departementu Aude v regionu Languedoc-Roussillon. Skládá se z 15 obcí.

## Obce kantonu
- Caudeval
- Chalabre
- Corbières
- Courtauly
- Gueytes-et-Labastide
- Montjardin
- Peyrefitte-du-Razès
- Puivert
- Rivel
- Saint-Benoît
- Saint-Jean-de-Paracol
- Sainte-Colombe-sur-l'Hers
- Sonnac-sur-l'Hers
- Tréziers
- Villefort